# Liste des lords-maires de Dublin
Le lord-maire de Dublin est le chef de Dublin City Council (en) et le premier citoyen de Dublin. Le titre a été créé en 1229 en tant que Mayor of Dublin. Il a été élevé au rang de Lord Mayor en 1665. L'élection par le conseil municipal a lieu en juin de chaque année et la durée du mandat est d'un an.

## Maires

### XIIIesiècle
- 1229 Robert Pollard -1242 1212
- 1230 Thomas De Winchester 1226
- 1231 Robert Owain
- 1232 Robert Pollard
- 1233 Gilbert de Lyvet 1224
- 1234–35 Robert Owain 12
- 1236 Gilbert de Lyvet
- 1237 Elias Burel
- 1238-39 Robert Pollard 1208
- 1240–41 Thomas De Winchester
- 1241–42 William Flamstede
- 1242–43 Thomas De Winchester
- 1243 Gilbert de Lyvet
- 1244–45 Richard Muton
- 1245–46 Thomas De Winchester
- 1246–47 Richard Muton
- 1249–50 Thomas De Winchester
- 1250-51 Richard Muton
- 1249–50 1242
- 1256–57 Richard Olaf -1300 1243
- 1257–58 Thomas De Winchester
- 1258–59
- 1259–60 Elias Burel
- 1260–61 Thomas De Winchester
- 1261–63 Roger De Asshebourne
- 1263–64 Thomas De Winchester
- 1264–65 Vincent Taverner
- 1265–66 Thomas De Winchester
- 1267–68 Vincent Taverner
- 1268–69 Roger Asshebourne
- 1269–70 Vincent Taverner
- 1270–71 Thomas De Winchester
- 1271–72 William De Bristol 1260
- 1272-1273 David De Callan 1267
- 1275–76 City in King's Hands
- 1276-77 John Seriaunt 1269
- 1277–78 Thomas De Winchester
- 1279–80 Henry Le Mareschall
- 1280–1281 David De Callan
- 1283–84 John Seriaunt
- 1286 Thomas De Coventry 1277
- 1288–89 Thomas De Winchester
- 1289-90 John Le Decer 1275 1278
- 1294–95 John Seriaunt
- 1295 Thomas De Coventry -1299
- 1296–97 Thomas De Winchester
- 1299–1300 John Seriaunt

### XIVesiècle
- 1301–04 City in King's Hands
- 1302–03 John Seriaunt
- 1303–04 John Le Decer
- 1304–05 John Seriaunt
- 1305–06 John Le Decer
- 1306–07 John Seriaunt
- 1307–08 John Le Decer
- 1309–10 Robert De Nottingham
- 1310–11 John Seriaunt
- 1311–12 Peter Woder
- 1314–15 Robert De Nottingham
- 1315–16 John Seriaunt
- 1316–17 Robert De Nottingham
- 1319–20 John Seriaunt
- 1320–21 Robert De Nottingham
- 1322–23 John Seriaunt
- 1324–25 Robert De Nottingham
- 1326–27 John Seriaunt
- 1328-29 Robert De Nottingham
- 1328–29 John Seriaunt
- 1329–30 John Birmingham 1296
- 1330–31 John Le Decer
- 1331–32 John De Moenes
- 1332–33 David Tyrell 1317
- 1333–34 Peter Woder
- 1334–35 David Tyrell
- 1335–36 John De Moenes
- 1336–37 Peter Woder
- 1337–38 John De Moenes
- 1338–39 John Seriaunt
- 1339–40 David Tyrell
- 1341–42 John Seriaunt
- 1347 Peter Woder 1345
- 1348–49 David Tyrell
- 1349–50 Peter Woder
- 1349–50 John Seriaunt
- 1350–51 John Le Decer
- 1351–52 Robert De Moenes
- 1352–53 John Le Decer
- 1353–54 John Seriaunt
- 1356–57 Robert De Moenes
- 1357–58 John Le Decer
- 1358–59 John Taylor
- 1359–60 Robert De Moenes
- 1361–62 John Le Decer
- 1362–63 John Passavaunt
- 1364–65 David Tyrrell
- 1365–66 John Passavaunt
- 1366–67 David Tyrrell
- 1367–68 Peter Woder
- 1368–69 John Birmingham
- 1369–70 John Passavaunt
- 1371–72 Peter Woder
- 1374–75 Nicholas Seriaunt
- 1375–76 John Seriaunt
- 1376–77 Nicholas Serivaunt
- 1378–79 John Passavaunt
- 1379–80 Peter Woder
- 1380–81 John Hull
- 1385–86 John Seriaunt
- 1383–84 Peter Woder
- 1384–85 Roger Bekeford
- 1388–89 John Seriaunt
- 1386–87 Geoffrey Gallane
- 1387–88 John Birmingham
- 1388–89 John Passavaunt
- 1389–90
- 1390–91 Thomas Cusacke
- 1391–92 John Passavaunt
- 1392–93 John Mareward
- 1393–96 Thomas Cusacke
- 1396–97 Geoffrey Gallane
- 1397–98 Thomas Cusake
- 1398–99 Nicholas Fynglas
- 1399–1400 Geoffrey Gallane
- 1400–01 Thomas Cusacke

### XVesiècle
- 1401–03 John Drake
- 1403–04 Thomas Cusacke
- 1404–06 John Drake
- 1406–07 Thomas Cusacke
- 1407–08 William Wade 1404
- 1408–09 Thomas Cusacke 1404
- 1409–11 Robert Gallane 1394
- 1411–12 John Drake 1400
- 1412–13 Thomas Cusake
- 1413–14 John Passvaunt
- 1414–16 Thomas Cusacke
- 1416–17 Walter Tyrrell I 1407
- 1417–19 Thomas Cusacke
- 1419–20 Walter Tyrrell I
- 1420–22 John Burnell
- 1422–23 Thomas Cusacke
- 1423–24 John White
- 1424–25 Thomas Cusacke
- 1425–26 Sir Walter Tyrrell I
- 1426–27 John Walshe
- 1427–28 Thomas Newbery
- 1429–30 Thomas Cusacke
- 1430–32 John White
- 1432–33 John Hadso
- 1433–34 Thomas Cusacke
- 1436–37 Ralph Pembroke
- 1439-40John Kylbery
- 1442–43 Thomas Cusacke
- 1437–38 Thomas Newberry
- 1438–39 Thomas Cusake
- 1439–40 John FitzRobert
- 1440–41 Thomas Cusake
- 1441–42 Ralph Pembroke
- 1442–44 Nicholas Woder 1441
- 1447–48 Thomas Newbery
- 1448–49 No entry
- 1449–51 Sir Robert Burnell II
- 1451–53 Thomas Newbery
- 1453–54 Sir Nicholas Woder
- 1454–55 Sir Robert Burnell II
- 1455–56 Philip Bellewe
- 1456–57 John Bennett
- 1457–58 Thomas Newbery
- 1458–59 Sir Robert Burnell II
- 1459–60 Thomas Walshe
- 1460–61 Thomas Newbery
- 1461–62 Sir Robert Burnell II
- 1462–63 No entry
- 1463–64 Sir Thomas Newbery
- 1465–66 Simon FitzRery
- 1466–67 William Crampe
- 1467–69 Thomas Newbery
- 1469–70 Arland Ussher
- 1470–71 Thomas Walton
- 1471–72 Simon FitzRery
- 1472–73 Thomas Newbery
- 1473–74 John Bellewe
- 1474–75 Nicholas Burke
- 1475–77 Thomas FitzSimon
- 1477–77 Patrick FitzLeones
- 1478–78 John Weste
- 1479–79 John Fyan
- 1480–80 Willian Donewyth
- 1481–82 Thomas Mulghan
- 1482–83 Patrick FitzLeones
- 1484-85 Thomas Newbery
- 1485–86 John Serjaunt
- 1486–87
- 1487–88 Thomas Meiler
- 1488–89 William Tyve
- 1489–90 Richard Stanyhurst
- 1490–91 William Blank
- 1491–94 Thomas Newbery 1394
- 1492–93 William Blank
- 1493 Richard Arlon
- 1493–94 John Savage
- 1494–95 Patrick FitzLeones
- 1495–96 Thomas Birmingham
- 1496–97 William Blank 1490
- 1497–98 Thomas Collier -1501
- 1498–99 Reginald Talbot
- 1499–1500 James Barby
- 1500–01

### XVIesiècle
- 1500–01 William Blank
- 1502–03 Richard Tyrrell 1492
- 1503–04 John Blake 1493
- 1504–05 Thomas Newman 1497
- 1505–06 Nicholas Hertbard
- 1506–07 William English 1497
- 1507–08 William Canterell 1498
- 1508–09 Thomas Philip 1499
- 1509–10 William Blank
- 1510–11 Nicholas Roch 1500
- 1511–12 Thomas Birmingham
- 1512–16 No entry
- 1516–17 Christopher Ussher
- 1517–23 No entry
- 1523–24 Nicholas Queytrot
- 1524–25 No entry
- 1525–26 Richard Talbot -1531
- 1526–27 Walter Ewstas -1532
- 1527–30 No entry
- 1530–31 Thomas Barbe
- 1531–32 John Sarsewell 1498
- 1532–32 Nicholas Gaydon
- 1533–34 Walter FitzSimon
- 1535-35 Robert Shilyngford 1450-
- 1535–36 Thomas Stephens 15
- 1536–37 John Shilton 1531
- 1537–38
- 1538–39 John Blake 1535 1453-
- 1539–40 William Blank 1479-1540
- 1540–41 Walter Tyrrell II 1537
- 1541–42 Nicholas Umfre
- 1542–43 Nicholas Stanihurst
- 1543–46 No entry
- 1546–47 Henry Plunket
- 1547–47 Thady Duff I 1546
- 1548–49 James Hancoke 1533
- 1549–49 Richard Fyane 1538
- 1550–50 John Money
- 1551–52 Michael Penteny
- 1552–53 Robert Cusake
- 1553–54 Bartholomew Ball
- 1554–55 Patrick Sarsfield
- 1555–56 Thomas Rogers
- 1556–57 John Challyner
- 1557–58 John Spenefelde
- 1558–59 Robert Golding
- 1559–60 Christopher Sedgrave
- 1560–61 Thomas FitzSimon
- 1561–61 Robert Ussher
- 1562–63 Thomas Fininge
- 1563–64 Robert Cusake
- 1564–65 Richard Fiand
- 1565–66 Nicholas FitzSimon
- 1566–67 Sir William Sarsfield 1546
- 1567–68 John FitzSimon
- 1568–69 Michael Bea
- 1569–70 Walter Cusake 1558
- 1570–71 Henry Brown 1550
- 1571–72 Patrick Dowdall 1564
- 1572–72 James Bellewe 1569
- 1572–72 Christopher Fagan
- 1572–73 John Ussher
- 1575–76 Patrick Goghe
- 1576–77 John Goghe
- 1577–78 Giles Allen
- 1578–79 Richard Rownswell
- 1579–80 Nicholas Duffe
- 1580–81 Walter Ball
- 1581–82 John Gaydon
- 1582–83 Nicholas Ball 1579
- 1583–84 John Lennan
- 1584–85 Thomas Cosgrave
- 1585–86 William Piccott 1570
- 1586–87 Richard Rownswell
- 1587–88 Richard Fagan
- 1588–89 Walter Sedgrave -1630
- 1589–89 John Forster 1570 -1599
- 1589–90 Edmond Devnish -1600
- 1590–91 John Forster
- 1592–93 Philip Conran -1606
- 1593–94 Nicholas Ball
- 1594–95 Thomas Gerrald
- 1595–95 Francis Taylor -1616
- 1596–97 Michael Chamberlain
- 1597–98 Nicholas Weston
- 1598–99 James Bellewe
- 1599–1600 Gerald Yonge -1603
- 1600–01 Nicholas Barran 1599 -1632

### XVIIesiècle
- 1601–02 Matthew Hancocke
- 1602–03 John Terrell
- 1603–04 William Goughe
- 1604–05 Nicholas Bill
- 1605–06 John Brice
- 1606–07 John Arthore
- 1607–08 Nicholas Barran
- 1608–09 John Cusacke
- 1609–10 Robert Ball
- 1610–11 Richard Barrye
- 1611–12 Thomas Bushopp
- 1612–13 Sir James Carroll
- 1613–14 Richard Forster
- 1614–16 Richard Brown 1603
- 1616–17 John Bennes
- 1617–18 Sir James Carroll
- 1618–19 John Lany
- 1619–20 Richard Forster
- 1620–21 Richard Browne
- 1621–22 Edward Ball
- 1622–23 Richard Wiggett
- 1623–24 Thadee Duff II 1612
- 1624–25 William Bushopp
- 1625–26 Sir James Carroll
- 1626–27 Thomas Evans
- 1627–28 Edward Jans
- 1628–29 Ronert Bennett
- 1629–30 Christopher Forster
- 1630–31 Thomas Evans
- 1631–32 George Jones
- 1632–33 Robert Bennett
- 1633–34 Robert Dixon
- 1634–35 Sir James Carroll
- 1635–37 Sir Christopher Forster
- 1637–38 James Watson
- 1638–39 Sir Christopher Forster
- 1639–40 Charles Forster
- 1641–42 Thadee Duff II
- 1642–47 William Smith
- 1647–48 William Bladen
- 1648–49 John Pue
- 1649–50 Thomas Pemberton
- 1650 Sankey Sullyard
- 1650–51 Raphael Hunt
- 1651–52 Richard Tighe
- 1652–53 Daniel Hutchinson
- 1653–54 John Preston
- 1654–55 Thomas Hooke
- 1655–56 Richard Tighe
- 1656–57 Ridgley Hatfield
- 1657–58 Thomas Waterhousw
- 1658–59 Peter Wybrants
- 1659–60 Robert Deey
- 1660–61 Hubert Adryan Verneer
- 1661–62 George Gilbert
- 1662–63 John Cranwell
- 1663–65 William Smyth

## Lords-maires

### XVIIesiècle
- 1665–66 Sir Daniel Bellingham
- 1666–67 John Desmynieres
- 1667–68 Mark Quinn
- 1668–69 John Forrest
- 1669–70 Lewis Desmynieres
- 1670–71 Enoch Reader
- 1671–72 Sir John Totty
- 1672–73 Robert Deey
- 1673–74 Sir Joshua Allen
- 1674–75 Sir Francis Brewster
- 1675–76 William Smith
- 1676–77 Christopher Lovet
- 1677–78 John Smith
- 1678–79 Peter Ward
- 1679–80 John Eastwood
- 1680–81 Luke Lowther
- 1681–83 Sir Humphrey Jervis
- 1683–84 Sir Elias Best
- 1684–85 Sir Abel Ram
- 1685–86 Sir John Knox
- 1686–87 Sir John Castleton
- 1687–88 Sir Thomas Hackett
- 1688–89 Sir Michael Creagh
- 1689–90 Terence McDermott
- 1690–91 John Otrington
- 1691–93 Sir Michael Mitchell
- 1693–94 Sir John Rogerson
- 1694–95 George Blackhall
- 1695–96 William Watts
- 1696–97 Sir William Billington 1685 -1700
- 1697–98 Bartholemew Vanhomrigh -1749
- 1698–99 Thomas Quinn -1760
- 1699–1700 Sir Anthony Percy -1731
- 1700–01 Sir Mark Rainsford

### XVIIIesiècle
- 1701–02 Samuel Walton
- 1702–03 Thomas Bell
- 1703–04 John Page
- 1704–05 Sir Francis Stoyte
- 1705–06 William Gibbons
- 1706–07 Benjamin Burton
- 1707–08 John Pearson
- 1708–09 Sir William Fownes
- 1709–10 Charles Forrest
- 1710–11 Sir John Eccles
- 1711–12 Ralph Gore
- 1712–14 Sir Samuel Cooke
- 1714–15 Sir James Barlow
- 1715–16 John Stoye
- 1716–17 Thomas Bolton 1707 -1718
- 1717–18 Anthony Barkey
- 1718–19 William Quaill
- 1719–20 Thomas Wilkinson
- 1720–21 George Forbes
- 1721–22 Thomas Curtis
- 1722–23 William Dickson
- 1723–24 John Porter
- 1724–25 John Reyson
- 1725–26 Joseph Kane
- 1726–27 William Empson
- 1727–28 Sir Nathaniel Whitwell
- 1728–29 Henry Burrowes
- 1729–30 Sir Peter Verdoen
- 1730–31 Nathaniel Pearson
- 1731–32 Joseph Nuttall
- 1732–33 Humphrey French
- 1733–34 Thomas How
- 1734–35 Nathaniel Kane
- 1735–36 Sir Richard Grattan
- 1736–37 James Somerville
- 1737–38 William Walker
- 1738–39 John Macarroll
- 1739–40 Daniel Falkiner
- 1740–41 Sir Samuel Cooke
- 1741–42 William Aldrich
- 1742–43 Gilbert King
- 1743–44 David Tew
- 1744–45 John Walker
- 1745–46 Daniel Cooke
- 1746–47 Richard White
- 1747–48 Sir George Ribton
- 1748–49 Robert Ross
- 1749–50 John Adamson
- 1750–51 Thomas Taylor
- 1751–52 John Cooke
- 1752–53 Sir Charles Barton
- 1753–54 Andrew Murray
- 1754–55 Hans Bailie
- 1755–56 Percival Hunt
- 1756–57 John Forbes
- 1757–58 Thomas Meade
- 1758–59 Philip Crampton
- 1759–60 John Tew
- 1760–61 Sir Patrick Hamilton
- 1761–62 Sir Timothy Allen
- 1762–63 Charles Rossell
- 1763–64 William Forbes
- 1764–65 Benjamin Geale
- 1765–66 Sir James Taylor
- 1766–67 Edward Sankey
- 1767–68 Francis Fetherston
- 1768–69 Benjamin Barton
- 1769–70 Sir Thomas Blackhall
- 1770–71 George Reynolds
- 1771–72 Francis Booker
- 1772–73 Richard French
- 1773–74 Willoughby Lightburne
- 1774–75 Henry Hart
- 1775–76 Thomas Emerson
- 1776–77 Henry Bevan
- 1777–78 William Dunne
- 1778–79 Sir Anthony King
- 1779–80 James Hamilton
- 1780–81 Kilner Swettenham
- 1781–82 John Darragh
- 1782–83 Nathaniel Warren
- 1783–84 Thomas Green
- 1784–85 James Horan
- 1785–86 James Sheil
- 1786–87 George Alcock
- 1787–88 William Alexander
- 1788–89 John Rose
- 1789–90 John Exshaw
- 1790–91 Henry Howison
- 1791–92 Henry Gore Sankey
- 1792–93 John Carleton
- 1793–94 William James
- 1794–95 Richard Moncrieff
- 1795–96 Sir William Worthington
- 1796–97 Samuel Reed
- 1797–98 Thomas Fleming
- 1798–99 Thomas Andrews
- 1799–1800 John Sutton
- 1800–01 Charles Thorp

### XIXesiècle
- 1801–02 Richard Manders
- 1802–03 Jacob Poole
- 1803–04 Henry Hutton
- 1804–05 Meredith Jenkins
- 1805–06 James Vance
- 1806–07 Joseph Pemberton
- 1807–08 Hugh Trevor
- 1808–09 Frederick Darley
- 1809–10 Sir William Stamer, Bt.
- 1810–11 Nathaniel Hone
- 1811–12 William Henry Archer
- 1812–13 Abraham Bradley King
- 1813–14 John Cash
- 1814–15 John Claudius Beresford
- 1815–17 Mark Bloxham
- 1817–18 John Alley
- 1818–19 Sir Thomas McKenny
- 1819–20 Sir William Stamer, Bt.
- 1820–21 Sir Abraham Bradley King, Bt.
- 1821–22 Sir John Kingston James, Bt.
- 1822–23 John Smith Fleming
- 1823–24 Richard Smyth
- 1824–25 Drury Jones
- 1825–26 Thomas Abbott
- 1826–27 Samuel Wilkinson Tyndall
- 1827–28 Sir Edmond Nugent
- 1828–29 Alexander Montgomery
- 1829–30 Jacob West
- 1830–32 Sir Robert Harty, 1er Baronnet
- 1832–33 Charles Palmer Archer
- 1833–34 Sir George Whiteford
- 1834–35 Arthur Perrin
- 1835–36 Arthur Morrison
- 1836–37 William Hodges
- 1837–38 Samuel Warren
- 1838–39 George Hoyte
- 1839–41 Sir John Kingston James, Bt.

### 1841–1900
Le Municipal Corporations (Ireland) Act 1840 (en) entre en vigueur. En vertu de cette loi, tous les contribuables avec une imposition annuelle de 10 £ peuvent voter aux élections municipales et siéger au conseil. Le Dublin CorporationDublin Corporation (aujourd'hui le Dublin City Council) devient la nouvelle autorité municipale pour la ville de Dublin. Daniel O'Connell est élu en tant que maire de Dublin, le premier maire catholique depuis 1690.
| Année     | Nom                           | Parti                         |
| --------- | ----------------------------- | ----------------------------- |
| 1841-42   | Daniel O'Connell              | Association pour l'abrogation |
| 1842–44   | George Roe                    | Libéral                       |
| 1844      | Timothy O'Brien               | Libéral                       |
| 1845      | John L. Arabin                |                               |
| 1846      | John Keshan                   |                               |
| 1847      | Michael Staunton              | Association pour l'abrogation |
| 1848      | Jeremiah Dunne                |                               |
| 1849      | Sir Timothy O'Brien, 1st Bt.  | Libéral                       |
| 1850      | John Reynolds                 | Association pour l'abrogation |
| 1851      | Benjamin Guinness             | Conservateur                  |
| 1852      | John D'Arcy                   |                               |
| 1853      | Robert Henry Kinahan          | Conservateur                  |
| 1854      | Sir Edward McDonnell          |                               |
| 1855      | Joseph Boyce                  | Conservateur                  |
| 1856      | Fergus Farrell                |                               |
| 1857      | Richard Atkinson              | Conservateur                  |
| 1858      | John Campbell                 |                               |
| 1859      | James Lambert                 | Conservateur                  |
| 1860      | Redmond Carroll               |                               |
| 1861      | Richard Atkinson              | Conservateur                  |
| 1862      | Denis Moylan                  |                               |
| 1863      | John Prendergast Vereker      | Conservateur                  |
| 1864      | Peter Paul McSwiney           | Libéral                       |
| 1865      | Sir John Barrington           | Conservateur                  |
| 1866      | James William Mackey          |                               |
| 1867      | William Lane-Joynt            |                               |
| 1868–70   | Sir William Carroll           |                               |
| 1870      | Edward Purton                 | Conservateur                  |
| 1871      | Patrick Bulfin                |                               |
| 1871      | John Campbell                 |                               |
| 1872      | Robert Garde Durdin           | Conservateur                  |
| 1873      | Sir James William Mackey      |                               |
| 1874      | Maurice Brooks                | Home Rule League              |
| 1875      | Peter Paul McSwiney           | Libéral                       |
| 1876      | Sir George Bolster Owens, Bt. |                               |
| 1877      | Lewis Wormser Harris          |                               |
| 1877-79   | Hugh Tarpey                   | Libéral                       |
| 1879      | Sir John Barrington           | Conservateur                  |
| 1880      | Edmund Dwyer Gray             | Home Rule League              |
| 1881      | George Moyers                 | Conservateur                  |
| 1882–84   | Charles Dawson                | Home Rule League              |
| 1884      | William Meagher               | Home Rule League              |
| 1885      | John O'Connor                 | Parti irlandais               |
| 1886–88   | Timothy Daniel Sullivan       | Nationaliste                  |
| 1888–90   | Thomas Sexton (en)            | Parti irlandais               |
| 1890      | Edward Joseph Kennedy         | Nationaliste                  |
| 1891–93   | Joseph Michael Meade          |                               |
| 1893      | James Shanks                  | Unioniste                     |
| 1894–96   | Valentine Blake Dillon        | Parti irlandais               |
| 1896–97   | Richard F. McCoy              |                               |
| 1898–1900 | Daniel Tallon                 | Nationaliste                  |
| 1900–01   | Sir Thomas Devereux Pile, Bt. |                               |

### XXeetXXIesiècles
| Année   | Nom                        | Parti               |
| ------- | -------------------------- | ------------------- |
| 1901–04 | Timothy Charles Harrington | United Irish League |
| 1904–06 | Joseph Hutchinson          | United Irish League |
| 1906–08 | Joseph Patrick Nannetti    | United Irish League |
| 1908–09 | Gerald O'Reilly            | Nationaliste        |
| 1909–10 | William Coffey             | Nationaliste        |
| 1910–11 | Michael Doyle              | Nationaliste        |
| 1911–12 | John J. Farrell            | Nationaliste        |
| 1912–15 | Lorcan Sherlock            |                     |
| 1915–18 | James Michael Gallagher    |                     |
| 1917–24 | Laurence O'Neill           | Indépendant         |
| 1924–30 | Poste suspendu             | Poste suspendu      |
| 1930–39 | Alfred Byrne               | Indépendant         |
| 1939–41 | Kathleen Clarke            | Fianna Fáil         |
| 1941–43 | Peadar Doyle               | Fine Gael           |
| 1943–45 | Martin O'Sullivan          | Parti travailliste  |
| 1945–46 | Peadar Doyle               | Fine Gael           |
| 1946–47 | John McCann                | Fianna Fáil         |
| 1947–48 | Patrick Cahill             | Fine Gael           |
| 1948–49 | John Breen                 | Parti travailliste  |
| 1949–50 | Cormac Breathnach          | Fianna Fáil         |
| 1950–51 | Jack Belton                | Fine Gael           |
| 1951–53 | Andrew Clarkin             | Fianna Fáil         |
| 1953–54 | Bernard Butler             | Fianna Fáil         |
| 1954–55 | Alfred Byrne               | Indépendant         |
| 1955–56 | Denis Larkin               | Parti travailliste  |
| 1956–57 | Robert Briscoe             | Fianna Fáil         |
| 1957–59 | James Carroll              | Indépendant         |
| 1958–59 | Catherine Byrne            | Fine Gael           |
| 1959–60 | Philip Brady               | Fianna Fáil         |
| 1960–61 | Maurice E. Dockrell        | Fine Gael           |
| 1961–62 | Robert Briscoe             | Fianna Fáil         |
| 1962–63 | James O'Keeffe             | Fine Gael           |
| 1963–64 | Seán Moore                 | Fianna Fáil         |
| 1964–65 | John McCann                | Fianna Fáil         |
| 1965–67 | Eugene Timmons             | Fianna Fáil         |
| 1967–68 | Thomas Stafford            | Fianna Fáil         |
| 1968–69 | Frank Cluskey              | Parti travailliste  |
| 1969–74 | Poste suspendu             | Poste suspendu      |
| 1974–75 | James O'Keeffe             | Fine Gael           |
| 1975–76 | Paddy Dunne                | Parti travailliste  |
| 1976–77 | Jim Mitchell               | Fine Gael           |
| 1977–78 | Michael Collins            | Parti travailliste  |
| 1978–79 | Paddy Belton               | Fine Gael           |
| 1979–80 | William Cumiskey           | Parti travailliste  |
| 1980–81 | Fergus O'Brien             | Fine Gael           |
| 1981–82 | Alexis FitzGerald, Jnr     | Fine Gael           |
| 1982–83 | Daniel Browne              | Parti travailliste  |
| 1983–84 | Michael Keating            | Fine Gael           |
| 1984–85 | Michael O'Halloran         | Parti travailliste  |
| 1985–86 | Jim Tunney                 | Fianna Fáil         |
| 1986–87 | Bertie Ahern               | Fianna Fáil         |
| 1987–88 | Carmencita Hederman        | Indépendant         |
| 1988–89 | Ben Briscoe                | Fianna Fáil         |
| 1989–90 | Seán Haughey               | Fianna Fáil         |
| 1990–91 | Michael Donnelly           | Fianna Fáil         |
| 1991–92 | Seán Kenny                 | Parti travailliste  |

| Année                | Nom                            | Parti                  |
| -------------------- | ------------------------------ | ---------------------- |
| 1992–93              | Gay Mitchell                   | Fine Gael              |
| 1993–94              | Tomás Mac Giolla               | Parti des travailleurs |
| 1994–95              | John Gormley                   | Parti vert             |
| 1995–96              | Seán Dublin Bay Rockall Loftus | Indépendant            |
| 1996–97              | Brendan Lynch                  | Parti travailliste     |
| 1997–98              | John Stafford                  | Fianna Fáil            |
| 1998–99              | Joe Doyle                      | Fine Gael              |
| 1999–2000            | Mary Freehill                  | Parti travailliste     |
| 2000-2001            | Maurice Ahern                  | Fianna Fáil            |
| 2001–2002            | Michael Mulcahy                | Fianna Fáil            |
| 2002                 | Anthony Creevey                | Fianna Fáil            |
| 2002-2003            | Dermot Lacey                   | Parti travailliste     |
| 2003–2004            | Royston Brady                  | Fianna Fáil            |
| 2004–2005            | Michael Conaghan               | Parti travailliste     |
| 2005–2006            | Catherine Byrne                | Fine Gael              |
| 2006–2007            | Vincent Jackson                | Indépendant            |
| 2007–2008            | Paddy Bourke                   | Parti travailliste     |
| 2008–2009            | Eibhlin Byrne                  | Fianna Fáil            |
| 2009–2010            | Emer Costello                  | Parti travailliste     |
| 2010–2011            | Gerry Breen                    | Fine Gael              |
| 2011–2012            | Andrew Montague                | Parti travailliste     |
| 2012–2013            | Naoise Ó Muirí                 | Fine Gael              |
| 2013–2014            | Oisín Quinn                    | Parti travailliste     |
| 2014–2015            | Christy Burke                  | Indépendant            |
| 2015-2016            | Críona Ní Dhálaigh             | Sinn Féin              |
| 2016-2017            | Brendan Carr                   | Parti travailliste     |
| 2017-2018            | Mícheál Mac Donncha            | Sinn Féin              |
| 2018-2019            | Nial Ring                      | Indépendant            |
| 2019-2020            | Paul McAuliffe                 | Fianna Fáil            |
| 2020                 | Tom Brabazon                   | Fianna Fáil            |
| 2020-2021            | Hazel Chu                      | Parti vert             |
| 2021-2022            | Alison Gilliland (en)          | Parti travailliste     |
| 2022-2023            | Caroline Conroy (en)           | Parti vert             |
| 2023-2024            | Daithí de Róiste (en)          | Fianna Fáil            |
| juin-novembre 2024   | James Geoghegan                | Fine Gael              |
| depuis décembre 2024 | Emma Blain (en)                | Fine Gael              |

## Sources
- Medieval Dublin: The Living City, Howard Clarke,  (ISBN 0-7165-2459-7), Pages 156–162